# Denis-Charles Parquin
Denis-Charles Parquin, né le 20 décembre 1786 à Paris et mort le 19 décembre 1845 à la citadelle de Doullens, est un militaire français du XIXe siècle.

## Biographie
Fils de Jean-Baptiste-Louis Parquin, maître épicier établi rue Saint-Martin, Denis-Charles Parquin est le frère cadet de l'avocat Jean-Baptiste-Nicolas Parquin (1785-1839).

### Faits d'armes pendant les guerres napoléoniennes

#### Au20eRégiment de Chasseurs à Cheval
Le 1er janvier 1803, alors qu'il n'a que seize ans, Charles Parquin s'engage au 20e Régiment de Chasseurs à Cheval, où il restera jusqu'en 1813. Il reçoit le grade de brigadier le 25 octobre suivant avant d'être nommé fourrier le 1er mai 1806. La même année, il combat à Saalfeld et à Iéna.
Le 8 février 1807, lors de la bataille d'Eylau, il est blessé d'un coup de feu et de cinq coups de lance puis fait prisonnier. Après quelques mois de captivité en Russie, il rejoint son régiment. Promu maréchal des logis le 2 février 1809 puis sous-lieutenant le 30 avril suivant, il prend part à la bataille de Wagram où, le 2 juillet 1809, il est blessé d'un coup de feu au bras gauche.
Le 5 mai 1811, le sous-lieutenant Parquin est blessé au visage d'un coup de feu à la bataille de Ciudad Rodrigo.

À Guarda, sous les ordres du commandant Denys de Damrémont, il prend part à une charge qui enlève cinq drapeaux aux Portugais et permet la capture de 1500 prisonniers.
Le 22 juillet 1812, lors de la bataille de Salamanque, il est blessé d'un coup de sabre au poignet droit, ce qui l'empêche de se servir de son bras jusqu'à la fin de la campagne d'Espagne.

#### Dans la Garde impériale
Lieutenant au 13e Régiment de Chasseurs depuis le 27 février 1813, Parquin accepte d'être rétrogradé lieutenant en second pour intégrer le 1er Régiment de Chasseurs à Cheval de la Garde le 10 mars 1813. Remarqué par l'Empereur lors d'une revue aux Tuileries, il est fait chevalier de la Légion d'honneur le 6 avril 1813.
Quelques jours après avoir protégé le maréchal Oudinot lors de la bataille de Leipzig, il est blessé d'un coup de baïonnette à la figure lors d'un engagement contre l'infanterie bavaroise à la bataille de Hanau le 29 septembre 1813. Il continue cependant son service et le 21 décembre, il est nommé capitaine au 2e régiment de chasseurs à cheval de la Garde.
Pendant la campagne de France (1814) il s'illustre en reprenant Oulchy-le-Château, où, sans subir de pertes, il fait une centaine de prisonniers (2-3 mars) et, quelques jours plus tard, en chargeant à outrance 18 pièces d'artillerie russes à Saint-Dizier.
Nommé par brevet du roi capitaine au 11e Régiment de Cuirassiers le 19 juin 1814, Parquin a probablement pris part à  la bataille de Waterloo, même si ses états de service, rédigés sous la Seconde Restauration n'en parlent pas. Après la guerre, il conserve son grade de capitaine en passant au Régiment des Chasseurs du Cantal le 25 mai 1815.

### Participation aux conspirations bonapartistes

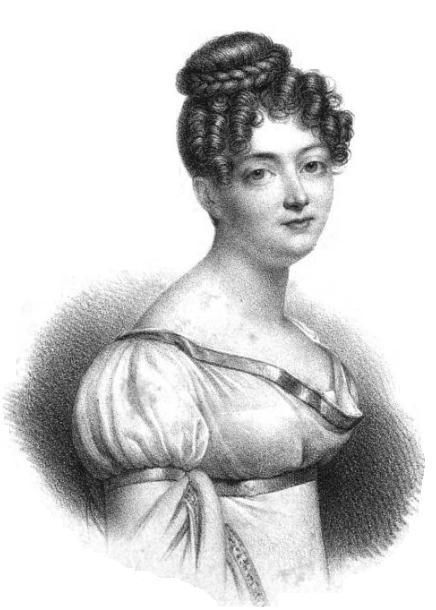
Louise Cochelet, épouse de Charles Parquin.

Mis en demi-solde en 1816, Charles Parquin épouse en 1822 Louise Cochelet (1783-1835) lectrice et amie de l'ex-reine de Hollande Hortense de Beauharnais, duchesse de Saint-Leu. Le mariage a lieu chez la duchesse, au château d'Arenenberg près du lac de Constance. À proximité d'Arenenberg, le jeune couple acquiert en 1824 le château de Wolfsberg (de), situé près d'Ermatingen, où le commandant tint une pension (1824-1839) à l'attention de la noblesse internationale. On peut compter parmi ses invités des célébrités telles que Franz Liszt, Chateaubriand, Dumas père et Sophie Gay. Charles et Louise ont une fille, Claire, qui épousera le baron Franz von Stengel (de), premier-ministre du grand-duc de Bade.
Sous la Monarchie de Juillet, Parquin reprend du service. Il est ainsi nommé chef d'escadron de la gendarmerie du Doubs en 1830, ce qui lui vaut le titre de « commandant », mais il se met en congé dès l'année suivante. Promu officier de la Légion d'honneur le 19 juin 1831, il est finalement replacé chef d'escadron dans la garde municipale de Paris en 1835 grâce à l'intervention de son frère aîné, devenu « ténor du barreau ».
Ayant obtenu un congé pour liquider la succession de son épouse, morte en 1835, Parquin retrouve à Arenenberg le fils survivant de la duchesse de Saint-Leu, le prince Louis-Napoléon Bonaparte (futur Napoléon III). Ce dernier, qui prépare alors le soulèvement de la garnison de Strasbourg pour prendre le pouvoir, reçoit le soutien actif du commandant.

Après l'échec de cette tentative (30 octobre 1836) Parquin et les autres conjurés (dont le prince, Persigny, Laity et le colonel Vaudrey) sont arrêtés puis déférés en janvier suivant à la cour d'assises du Bas-Rhin.

Défendu par son frère, Parquin ne manque pas d'audace lors de son interrogatoire quand, interrogé par le président de la cour sur ce qui l'avait empêché de tenir ses serments, il répond : « Il y a trente-trois ans, comme citoyen et soldat, j'ai prêté serment à Napoléon et à sa dynastie ; je ne suis pas comme ce grand diplomate qui en a prêté treize ». Acquitté avec ses coaccusés, Parquin provoque en duel l'officier qui l'avait arrêté, le lieutenant-colonel Talandier, car celui-ci lui avait arraché ses épaulettes. Au cours de la rencontre, le commandant est atteint d'un coup d'épée.
Ayant juré à la duchesse de Saint-Leu qu'il protégerait son fils, Parquin assiste à nouveau Louis-Napoléon lors de sa seconde tentative, à Boulogne (6 août 1840). Après ce nouvel échec, le commandant Parquin, arrêté en même temps que Montholon, est condamné par la Cour des Pairs à vingt années de détention. Incarcéré à la citadelle de Doullens, il y rédige en 1843 ses Souvenirs avant d'y mourir d'une maladie de cœur à l'âge de 59 ans. Ses mémoires sont loués par l'historien Jacques Jourquin qui déclare à leur sujet :

« Style alerte, sens aigu de l'anecdote, esprit apte à saisir le caractère pittoresque ou cocasse des situations, souci de rendre compte non seulement des batailles, mais de la vie quotidienne des soldats font de ces Souvenirs un témoignage remarquable d'une guerre de cavaliers insouciante, gaie et brillante qui constitue l'un des aspects authentiques et significatifs des guerres de l'Empire. »

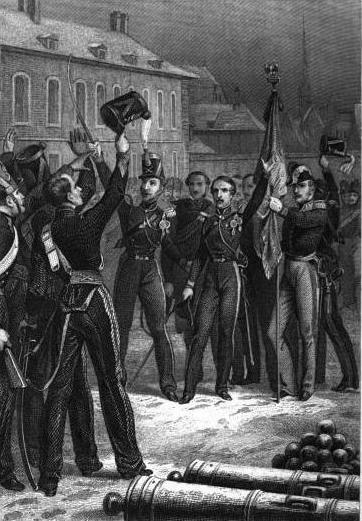
Tentative de Strasbourg (30 octobre 1836)
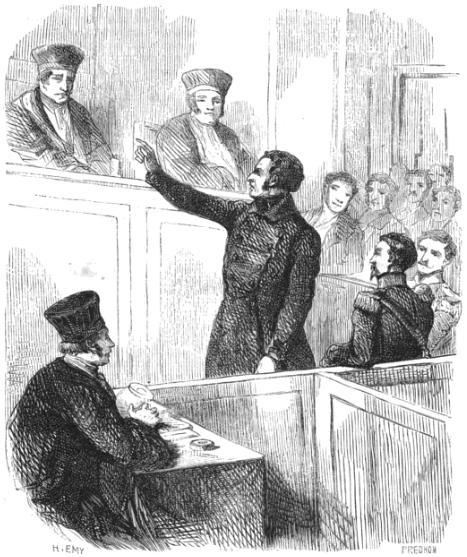
Parquin au procès de Strasbourg (1837)
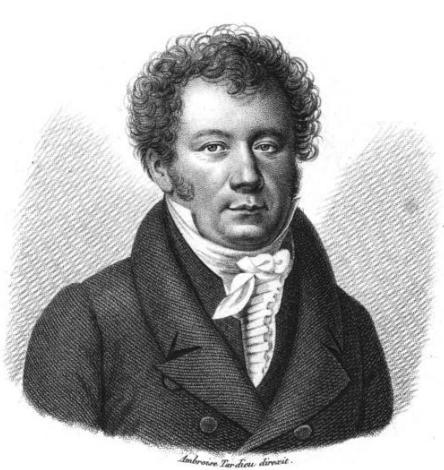
Jean-Baptiste-Nicolas Parquin, frère aîné et défenseur du commandant en 1837
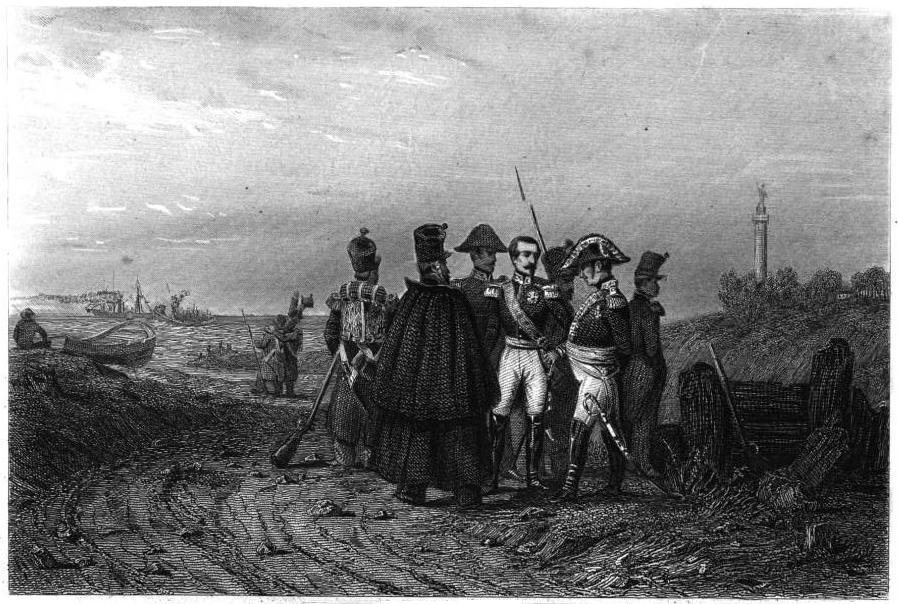
Tentative de Boulogne (6 août 1840)
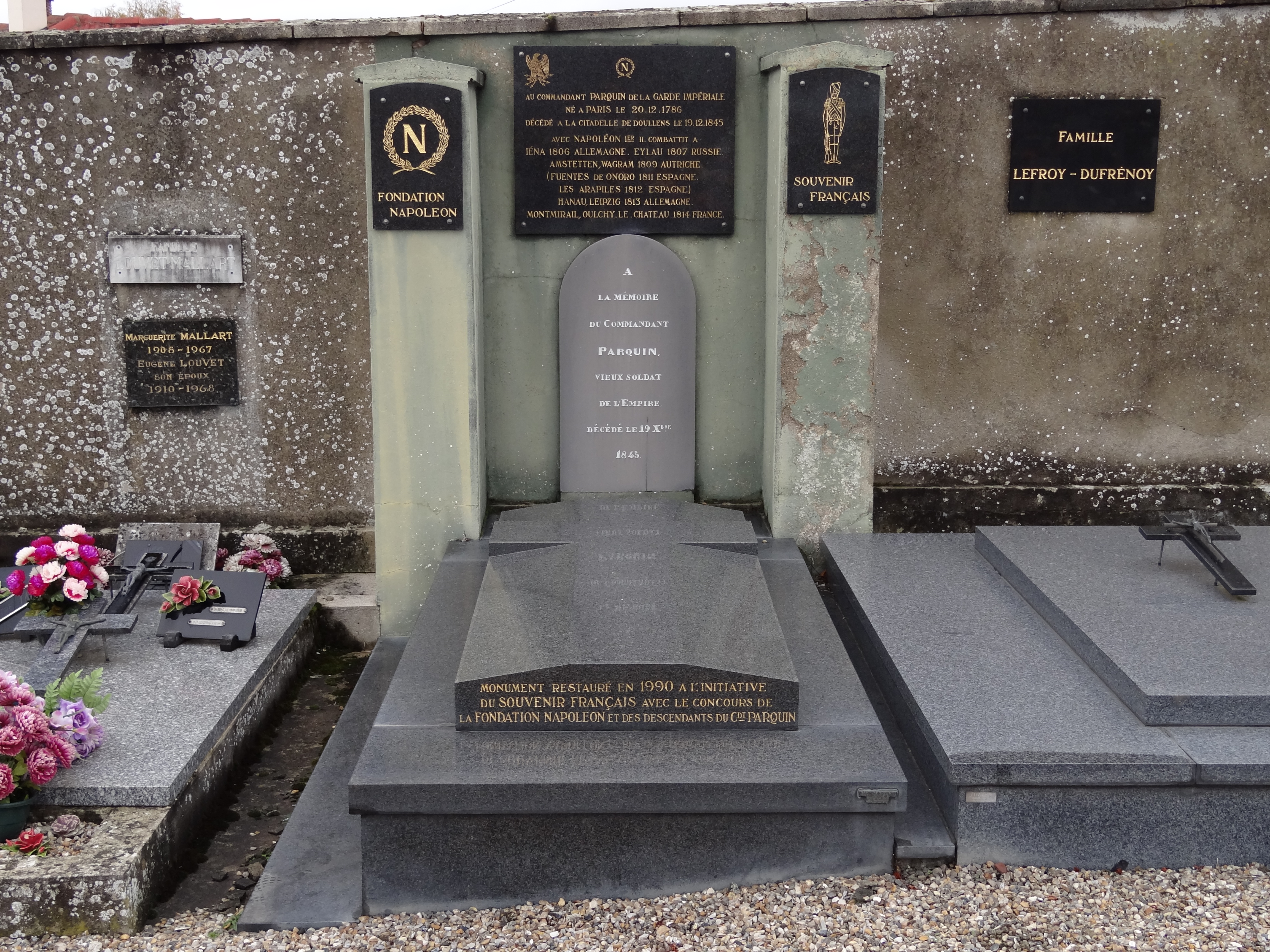
La tombe de Denis-Charles Parquin au cimetière de Doullens (Somme).